# Zjawisko karbu
Zjawisko karbu jest jednym z najważniejszych czynników wpływających na wytrzymałość zmęczeniową elementów maszyn. W związku z tym musi być uwzględniana w obliczeniach konstrukcyjnych tych elementów.
Karby (koncentratory naprężeń) – nieciągłości materiałowe występujące w przekroju poprzecznym badanego elementu czy inaczej znaczne zmiany krzywizn powierzchni ograniczających element konstrukcyjny. Są nimi najczęściej: otwory, podtoczenia, nawiercenia, nacięcia, rysy powierzchniowe, pory, wtrącenia niemetaliczne, nagłe zmiany przekroju elementu itp. 
Wywierają one decydujący wpływ na nierównomierny rozkład naprężeń w przekroju w którym istnieją. W okolicach karbu pojawiają się naprężenia znacznie przekraczające wartość naprężeń nominalnych. Zjawisko to nazywa się spiętrzeniem naprężeń. Miarą tego zjawiska jest stosunek maksymalnego naprężenia w dnie karbu σm do naprężenia nominalnego σn przy braku działania karbu - współczynnik koncentracji naprężeń Kt. 
{\displaystyle K_{t}={\frac {\sigma _{m}}{\sigma _{n}}}}
gdzie:
σm – maksymalne naprężenie w dnie karbu,
σn – naprężenie nominalne z zastosowaniem konwencjonalnych wzorów wytrzymałościowych.
Współczynnik koncentracji naprężeń zależy od geometrii elementu i sposobu jego obciążenia, natomiast nie zależy od wielkości przyłożonego obciążenia, wielkości elementu i materiału, z którego został wykonany. 

## Rodzaje karbów
Ze względów konstrukcyjnych karby można podzielić na:
·      geometryczne
·      strukturalne
·      złożone, które są połączeniem dwóch powyższych
Karby strukturalne charakteryzują się zmianą struktury oraz możliwością pojawienia się niebezpiecznych naprężeń własnych. Na powierzchni elementów, w przypadku prostych stanów obciążenia, w dnie karbu geometrycznego pojawia się złożony stan naprężeń, którego naprężenia znacząco przekraczają naprężenia nominalne. Karby złożone można znaleźć w tych elementach, w których wpływ geometrii i struktury jest znaczący.
Ze względu na działanie karby można podzielić także na:
·      przeciążające
·      odciążające
Do karbów przeciążających należą m.in. karby równoległe, które położone są w poprzek osi obciążenia. Powodują one powiększanie się spiętrzeń w porównaniu z działaniem karbów pojedynczych. Karby odciążające powodują efekt odwrotny do karbów przeciążających i należą do nich m.in. karby szeregowe, położone zgodnie z osią obciążenia. 